# Плазмове зварювання

Схема устаткування плазмового зварювання: 1 — Плазмоутворюючий газ. 2 — Захисна насадка. 3 — Струмінь. 4 — Електрод. 5 — Насадка звуження. 6 — Електрична дуга.

Пла́змове зва́рювання, зварювання стислою дугою, — зварювання плавленням, за допомогою якого деталі, що з'єднуються нагріває плазмова дуга, стиснена потоком газу чи зовнішнім магнітним полем, або плазмовим струменем. Використовується властивість плазмової дуги глибоко проникати в метал. Виконується за допомогою плазмотрона. 
При плазмовому зварюванні дугою прямої дії об'єкт зварювання включається до електричного зварювального ланцюга, де виконує роль анода. При плазмовому зварюванні струменем об'єкт зварювання не приєднується до джерела живлення і нагрівається лише за рахунок теплоти плазми.
Сприятлива форма ванни, що утворюється, дозволяє зварювати метал товщиною до 10…15 мм без спеціального оброблення кромок. Зварювання плазмовою дугою відрізняється високою продуктивністю і унаслідок великої стабільності горіння дуги, хорошою якістю. Малопотужна плазмова дуга при струмах 0,1…40 А є зручною для зварювання тонких листів (0,05 мм) при виготовленні мембран, сильфонів, теплообмінників з Ta, Ti, Мо, W, Al.